# Caserío Bidaurre
El caserío Bidaurre, situado en Anzuola (Provincia de Guipúzcoa, España) es un caserío a cuatro aguas de planta casi cuadrada, unifamiliar, emplazado en un altozano sobre la cuenca del arroyo Descarga en Anzuola entre las cotas 255 y 265, en las coordenadas 549.461,00-4.772.688,00. 
Es un edificio construido el siglo XVI sobre solar anterior citado el siglo XIV. Posteriormente a la ejecución del volumen principal se le añadió un anejo con soportal adosado, hoy sustituido, no obstante, el volumen principal conserva una excelente estructura de madera con valor, tanto por sus secciones como por la calidad de su ejecución.

## Descripción
Dispone de planta baja, primera y planta bajo-cubierta. Las dimensiones de la planta son de 22,00 x 21,00 m y presenta, además, dos cuerpos adosados, uno en todo el frente Sureste que sirve para uso de vivienda y que está cubierto mediante la prolongación del faldón del edificio principal; y el otro en el extremo norte de la fachada Noroeste, cubierto con un faldón de teja árabe a un agua, que sirve como garaje-almacén. Todos los muros de cerramiento están construidos con mampostería de piedra vista y con inclusión de cadenas de sillares de piedra arenisca en los esquinales.
La fachada Noroeste, frente del edificio desde el camino de acceso, presenta en planta primera, tres vanos recercados con sillares de piedra, regularmente espaciados, de los cuales el central está cegado por la colocación del escudo de armas del solar. A la altura de la planta bajo-cubierta, esa fachada presenta tres huecos de ventana para ventilación del bajo-cubierta. Están recercados con sillares de piedra y ubicados en los ejes verticales definidos por los huecos de planta primera.
En planta baja, en su mitad Norte, la fachada presenta el cuerpo de garaje-almacén adosado, de una sola planta y cubierto por un único faldón de teja; y, en la mitad derecha, dos huecos originales, hoy cegados, emplazados sobre los ejes definidos por los huecos de planta primera.
La fachada Suroeste, lateral del edificio presenta, en planta primera, tres huecos de ventana originales recercados con sillares de piedra, de los cuales uno está cegado, y dos huecos de ventana más, adintelados y emplazados a ambos lados del hueco tapiado. A la altura de la planta bajo-cubierta y sobre los ejes definidos por los tres huecos originales de la planta baja, esta fachada presenta otros tres huecos recercados de piedra sillar y con uso de ventilación del bajo-cubierta.
En planta baja, sobre los referidos ejes presenta, recercados de piedra sillar una puerta central con acceso mediante rellano de piedra elevado al que se accede por una escalera de piedra de seis peldaños, y una ventana, ambos originales del edificio; y, adintelados, dos huecos de ventana más, construidos posteriormente y emplazados en ambos extremos de la fachada. Por su parte, en esta fachada Suroeste, el volumen longitudinal de construcción contemporánea adosado al volumen principal, presenta una ventana en planta baja, otra en planta primera y otra en el hastial bajo-cubierta.
La fachada Sureste es la de acceso principal del caserío. Toda ella se corresponde con el anejo longitudinal adosado construido en época contemporánea y que sustituye a otro original que tenía el edificio. Ahí se aloja el programa de la vivienda actual del caserío.
En ella, en planta baja se presentan con disposición simétrica cinco huecos, de los que dos son amplias puertas de acceso y, los tres restantes, ventanas regularmente repartidas. En planta primera, el adosado presenta cinco huecos de ventanas sobre muro raseado y pintado. Los huecos están regularmente espaciados y presentan cercos resueltos con aplacados de piedra.
En la fachada de orientación Noreste, trasera del edificio presenta, en planta primera, dos huecos de ventana recercados empiedra sillar y un tercer hueco con portón de acceso a la planta mediante puente desde el terreno natural a cota elevado que la fachada tiene delante. A la altura de la planta bajo-cubierta, tres huecos regularmente repartidos emplazados sobre los ejes de traza definidos por los huecos de planta primera, sirven de ventilación. A la altura de la planta baja, esa fachada presenta alguna saetera de ventilación y tres huecos más, irregulares y adintelados, uno de los cuales sirve de acceso a la planta baja.
La estructura interior del edificio consta de tres crujías transversales y otras tres longitudinales. Los pilares son postes enterizos con secciones de hasta 55 x 50 cm apoyados sobre plintos de piedra y unidos a vigas de secciones de hasta 30 x 30 cm y 13 m de longitud mediante uniones ensambladas del tipo caja-espiga y cola de milano, con refuerzos de tornapuntas. Sobre esa estructura se arma la cubierta a cuatro aguas, con sus correas, limas, cuadrales, cabrios, y entablado sobre la cual apoya la cubrición de teja árabe. Además de los muros perimetrales, dispone de un muro de carga interior, en el lado Oeste, con dos paños de mampostería de piedra que suben hasta la cubierta.

La cumbrera del edificio se resuelve con un cuchillo de doble pendolón que apoya sobre el mencionado muro de carga interior y sobre doble viga de madera zunchada con doble tornapunta pasante.
La ordenación funcional de la planta se resuelve desde el anejo construido contra la fachada Sureste y que sustituye a un antiguo anejo-soportal que estaba adosado al edificio principal. En él se concreta el programa de la actual vivienda, a la que se cual se accede desde una puerta con un pequeño soportal.